# Arany Rózsa (tévéműsor)
Az Arany Rózsa egy regionális évi szórakoztató zenei televíziós műsor volt, amelyet 1983 és 1987 között rendeztek meg Magyarország, Ausztria, NSZK, Jugoszlávia és Olaszország közszolgálati televízióinak közreműködésével.

## Keletkezése
1981-ben az új ORF szórakoztató műsorokért felelős Harald Windisch a kinevezése után eljött Magyarországra lehetséges koprodukciókról tárgyalni. A magyar részről Bernát Rózsa főszerkesztő, Bednai Nándor, Horváth Ádám, Kállai István és Bánki Iván képviselte a Magyar Televíziót. Eredetileg csak magyar–osztrák közös produkciókat terveztek, de később felmerült egy régiós zenés műsor ötlete is.
A szó szoros értelmében elkezdtünk ötletelni, hogy mit lehet a két országból a másiknak megmutatni. […] Én meg azt mondtam, egy dolog biztos, mind a két országban élnek fiatalok, mind a két országon keresztül folyik a Duna, ha ezt a kettőt, mint alapelvet tekintjük, ebből már biztos ki találunk valamit, ami összefon, valami közös kihozható, ezt kellene betáplálni a kreatív agyakba . Ez lett az első Bécsben és Budapesten élőben közvetített, osztrák - magyar est. […] . Később ez a kapcsolat üzemszerűen működött, évente egy - két közös műsort készítettünk. Vetélkedőket, show-kat. Aztán bevontuk a szlovéneket és az olaszokat. Aztán egy ilyen négyes együttműködésben készült egy könnyűzenei show sorozat […]

## Műsorvezetők
| Név                | Műsorszolgáltató | 1983 | 1984 | 1985 | 1986 | 1987 |
| ------------------ | ---------------- | ---- | ---- | ---- | ---- | ---- |
| Peppi Franzelin    | RAI              | n.a. |      |      |      |      |
| Sabine Bundschu    | BR               | n.a. |      | n.a. |      |      |
| Sabrina Lallinger  | BR               | n.a. |      | n.a. |      |      |
| Sandi Colnik       | RTVL             | n.a. |      |      |      |      |
| Mojca Blažej Cirej | RTVL             | n.a. |      |      |      |      |
| Berkes Zsuzsa      | MTV              |      |      |      |      |      |
| Gyulai István      | MTV              |      |      |      |      |      |
| Brigitte Xander    | ORF              | n.a. |      |      |      |      |

## Adások listája
| # | Cím                                      | Rendező           | Premier              |
| --- | ---------------------------------------- | ----------------- | -------------------- |
| 1. | Arany Rózsa (Portorož '83)               | Anton Marti       | 1983. augusztus 28.  |
| Helyszín: Portorozs (Jugoszlávia) Fellépők: - Koncz Zsuzsa, Bóbita bábegyüttes és a Benkó Dixieland Band - Jürgen Marcus, Susanne Aviles - Oto Pestner, Biljana Ristic és Marijan Smode |                                          |                   |                      |
| 2. | Wörthi tó rózsája (Rose vom Wörthersee)  | P. W. R. Lauscher | 1984. július 29.     |
| Helyszín: Velden (Ausztria) Fellépők: - Máté Péter, Gálvölgyi János és a Karthago együttes - Marianne Mendt, Wilfried és Muckenstruntz & Bamschabl - Harmony Four, Die kleine Tiershau és Margot Werner - Flavia Fortunato, Alfredo Papa és Gino Paoli - Ditka Haberl, Rendezvous együttes és a Ljubljana-i Rádió tánczenekara                                       |                                          |                   |                      |
| 3. | Szentendre rózsája                       | Bánki Iván        | 1985. augusztus 3.   |
| Helyszín: Szentendre (Magyarország) Fellépők: - Dolly Roll, Soltész Rezső, Bihari János Táncegyüttes - Falco, Kurt Gober Band, Lindwurm - Dschinghis Khan - Gianna Nanni, Christian - Neca Falk |                                          |                   |                      |
| 4. | Würzburg rózsája (Die Rose von Würzburg) | Heinz Lindner     | 1986. október 5.     |
| Helyszín: Würzburg (NSZK) Fellépők: - Bergendy tánc-és szalonzenekar, Eszményi Viktória és Heilig Gábor, Hacki Tamás és az Ex-Antiquis együttes - Maria Bill, Hansi Dujmic és az Erste Allgemeine Verunsicherung - Katja Ebstein, Haindling és Stephan Sulke - Lena Biolcati, Toto Cutugno és Eros Ramazzotti - Agropop együttes, Janez Boncina-Benc és Neda Ukraden |                                          |                   |                      |
| 5. | Lignano rózsája (La Rosa di Lignano)     | Emanuela Merlo    | 1987. szeptember 26. |
| Helyszín: Lignano (Olaszország) Fellépők: - Katona Klári, Neoton Família, Varga Miklós - Mo,Stefanie Werger - Stephan Remmler, Wind - Umberto Tozzi & Raf, Fiordaliso, Witz együttes - Gu-gu, Doris |                                          |                   |                      |